# Rubidiumfluorid
Rubidiumfluorid ist eine chemische Verbindung zwischen Rubidium und Fluor. Es kommt in der Natur nicht vor und löst sich leicht in Wasser. Es ist ein zu den Fluoriden zählendes Salz, das in der Natriumchloridstruktur kristallisiert.

## Gewinnung und Darstellung
Rubidiumfluorid lässt sich durch Reaktion von Fluorwasserstoff mit Rubidiumcarbonat oder Rubidiumhydroxid und anschließende Trocknung erhalten:
{\displaystyle {\ce {Rb2CO3 + 2HF -> 2RbF + H2O + CO2 ^}}}
{\displaystyle {\ce {RbOH + HF -> RbF + H2O}}}

## Eigenschaften
Es ist ein weißer kristalliner Stoff mit kubischer Kristallstruktur, das vom Aussehen sehr dem Kochsalz (NaCl) ähnelt. Die Kristalle gehören der Raumgruppe Fm3m (Raumgruppen-Nr. 225) mit dem Gitterparameter a = 565 pm sowie vier Formeleinheiten pro Elementarzelle an. Der Brechungsindex der Kristalle beträgt nD = 1,398.
Rubidiumfluorid färbt eine Flamme (Bunsenbrennerflamme) purpur- bzw. magentarot (Spektralanalyse).
Rubidiumfluorid bildet zwei verschiedene Hydrate aus, ein Sesquihydrat mit der stöchiometrischen Zusammensetzung 2RbF·3H2O und ein Drittelhydrat mit der Zusammensetzung 3RbF·H2O.
Neben dem einfachen Rubidiumfluorid ist auch ein saures Rubidiumfluorid mit der Summenformel HRbF2 bekannt, das durch Reaktion von Rubidiumfluorid und Fluorwasserstoff hergestellt werden kann. Die Verbindungen H2RbF3 und H3RbF4 wurden ebenfalls synthetisiert.
Die Löslichkeit in Aceton beträgt 0,0036 g/kg bei 18 °C, sowie 0,0039 g/kg bei 37 °C.
Die Standardbildungsenthalpie von Rubidiumfluorid beträgt ΔfH0298 = −552,2 kJ·mol−1, die Freie Standardbildungsenthalpie ΔG0298 = −520,4 kJ·mol−1, und die molare Standardentropie S0298 = 113,9 J·K−1
·mol−1.
Die Lösungsenthalpie von Rubidiumfluorid wurde mit −24,28 kJ/mol bestimmt.

## Sicherheitshinweise
Auf Grund des enthaltenen Fluorids ist beim Umgang mit Rubidiumfluorid eine Berührung mit der Haut und das Verschlucken zu vermeiden.